# Істіклол (Шахрітуський район)
Істікло́л (тадж. Истиқлол) — село у складі Хатлонської області Таджикистану. Входить до складу джамоату Худойназара Холматова Шахрітуського району.
Назва села перекладається як «незалежність». В радянські часи село називалося участок Бешкапа.
Населення — 1237 осіб (2017).